# Gaspare Bernardo Pianetti
Gaspare Bernardo Pianetti (nascido em 7 de fevereiro de 1780 em Jesi  ; † 30 de janeiro de 1862 em Roma ) foi um cardeal da Igreja Romana . Foi membro da Cúria e ao mesmo tempo Bispo de Viterbo e Toscanella de 1826 a 1861 . 

## vida
Ele era filho do conde Angelo Pianetti e Eleonora Buonaccorsi. Por parte de mãe, era sobrinho-neto do cardeal Simone Buonaccorsi.
Pianetti iniciou sua educação em 1789 no Collegio Nazareno de Roma e continuou na Universidade de Macerata , onde obteve o grau de Doctor iuris utriusque em 6 de dezembro de 1803. Pianetti foi ordenado sacerdote em 31 de março de 1804. A partir de 1804 prosseguiu seus estudos na Pontifícia Academia para a Nobreza Eclesiástica de Roma. Tornou-se protonotário apostólico de numeroparticipation e auditor da Rota Romana .
Ele foi nomeado bispo de Viterbo e Toscanella em 3 de julho de 1826. Ele foi ordenado bispo em 15 de agosto de 1826 na igreja romana de Santa Maria degli Angeli pelo Papa Leão XII. pessoalmente; Os co-consagradores foram Filippo Filonardi, arcebispo de Ferrara , e o bispo Giuseppe Perugini, sacristão papal .
Papa Gregório XVI elevou-o a cardeal em 23 de dezembro de 1839 in pectore , que foi publicado em 14 de dezembro de 1840. Em 17 de dezembro de 1840 foi designado a igreja titular de San Sisto Vecchio. Pianetti participou do conclave de 1846 do Papa Pio IX. escolheu. Em 4 de março de 1861 , renunciou à administração da diocese. De 18 de março de 1861 até sua morte, foi eunuco do Sagrado Colégio dos Cardeais.
Segundo seu testamento, foi sepultado na Igreja de San Salvatore in Lauro .